# Vandeleuria nilagirica
Vandeleuria nilagirica là một loài động vật có vú trong họ Chuột, bộ Gặm nhấm. Loài này được Jerdon mô tả năm 1867.